# Park Jae-seung
Park Jae-seung (kor. 박재승, 1 kwietnia 1923 – 12 marca 2015) – południowokoreański piłkarz występujący podczas kariery na pozycji obrońcy.

## Kariera klubowa
Park podczas kariery piłkarskiej występował w klubie Seoul Army Club.

## Kariera reprezentacyjna
W reprezentacji Korei Południowej Park występował w latach 50. 
W 1954 został powołany do kadry na mistrzostwa świata. Na mundialu w Szwajcarii wystąpił w przegranym 0-9 meczu z Węgrami.